# 歐洲安全與合作組織

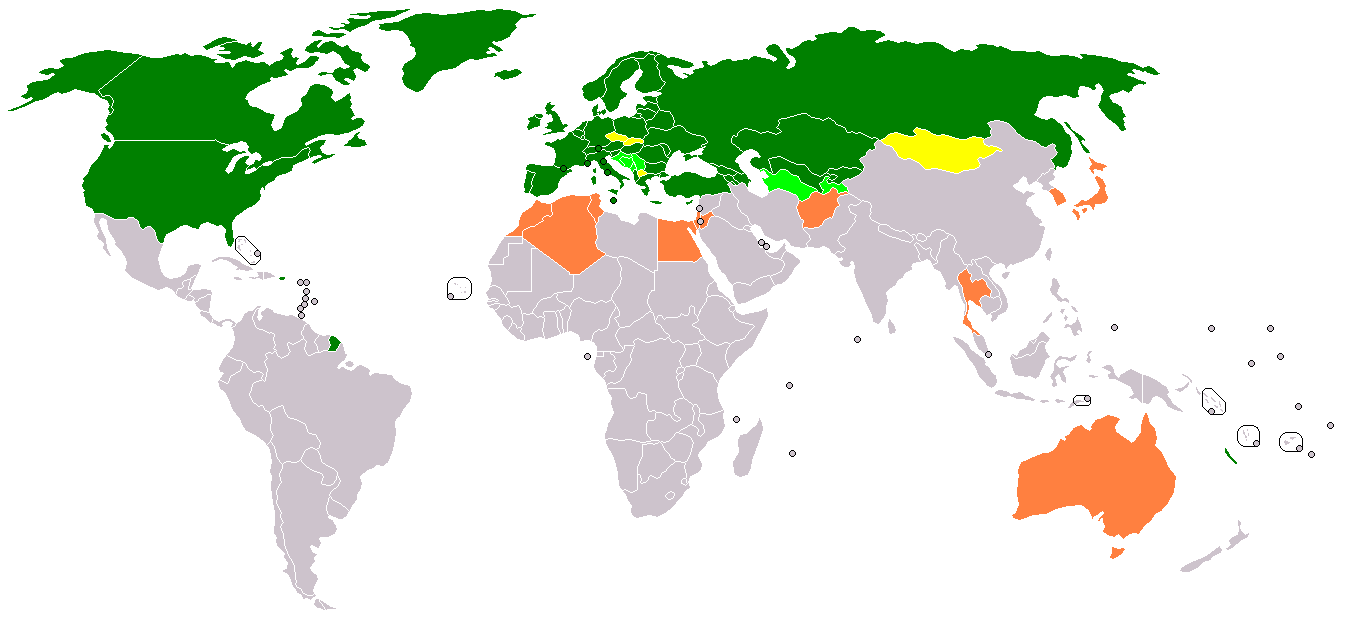
OSCE2012年的成員狀況
已簽署《赫爾辛基協議》和《巴黎憲章》
僅簽署《赫爾辛基協議》
未簽署
合作伙伴

歐洲安全與合作組織（简称欧安组织，縮寫：OSCE）是世界上主要的國際組織之一，秘书处位于奥地利首都維也納，前身是1975年於冷戰期間成立的“欧洲安全与合作会议”，是世界目前唯一包括所有欧洲国家在内的机构，負責維持歐洲的局勢穩定。欧安组织由欧洲、北美和亚洲的成员国组成，其职责包括军备控制、保障人权、新闻自由以及自由公正选举等。该组织拥有约3,460名员工，主要从事一线服务，它具有联合国观察员地位。目前該組織共有57個成員國，除了歐洲國家，還包括美國、加拿大、土耳其、蒙古國及中亞五國。欧安组织也负责预防冲突、危机管理和战后重建等。

## 历史

### 根源

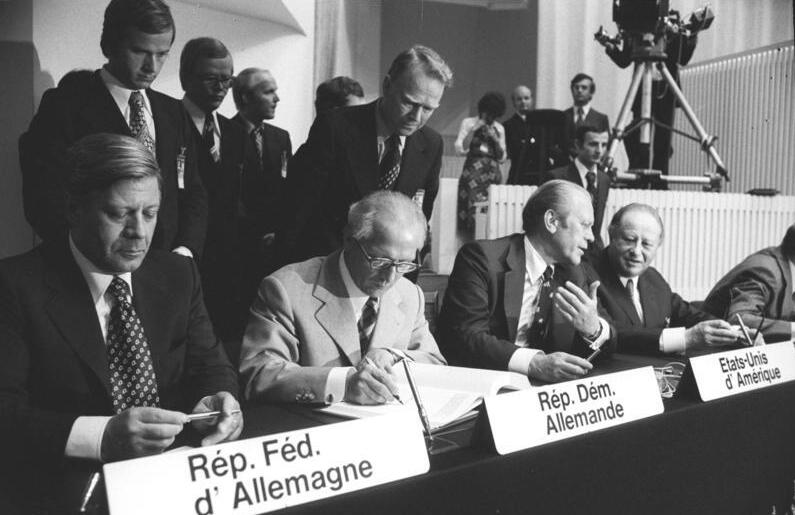
赫尔穆特·施密特、埃里希·昂纳克、杰拉尔德·福特和布鲁诺·克莱斯基在1975年芬兰赫尔辛基举行的欧安会峰会上

该组织起源于1975年欧洲安全与合作会议（CSCE）。自20世纪50年代以来，各国就一直在讨论建立欧洲安全组织，但冷战阻止了任何实质性进展，直到1972年11月开始在埃斯波迪波利举行的会谈。会谈是在苏联的建议下举行的，苏联希望利用会谈来维持对东欧共产主义国家的控制，芬兰总统乌尔霍·凯科宁接待了他们，以支持本国的中立政策。然而，西欧国家认为会谈是缓解该地区紧张局势、促进经济合作并改善共产主义集团人道主义状况的一种方式。
会谈建议以“蓝皮书”的形式，为“赫尔辛基进程”的三阶段会议提供了基础。会谈于1973年7月3日在赫尔辛基开幕，35个国家派出代表。第一阶段仅用五天时间就同意遵循蓝皮书。第二阶段是主要工作阶段，于1973年9月18日至1975年7月21日在日内瓦进行。
第二阶段的结果是"赫尔辛基进程"的最终法案。第三阶段会议于1975年7月30日至8月1日举行，由35个参与国签署。会议由罗马教廷外交官、会议主席阿戈斯蒂诺·卡萨罗利红衣主教主持开幕。
改善关系和实施该法案是在一系列后续会议上形成的，主要会议分别在贝尔格莱德（1977年10月4日至1978年3月8日)、马德里（1980年11月11日至1983年9月9日）和维也纳（1986年11月4日–1989年1月19日）举行。
哥本哈根会议上承诺“确保个人能够行使其和平集会和结社自由的权利，包括有效组建、加入和参与非政府组织的权利，这些非政府组织也寻求促进并保护人权和基本自由。”
莫斯科机制于1991年达成一致。

### 欧安会议成为欧安组织
苏联解体导致了欧安会角色的转变。1990年11月21日签署的《新欧洲巴黎宪章》标志着变化的开始。根据1994年布达佩斯举行的一次会议的结果，欧安组织于1995年1月1日更名为欧安组织。欧安组织设有一个正式的秘书处、一个高级理事会、一个议会大会、一个冲突委员会预防中心和自由选举办公室，自由选举办公室后来变成民主制度和人权办公室。
1996年12月，《关于二十一世纪欧洲共同全面安全模式的里斯本宣言》确认了欧洲大陆安全的普遍性和不可分割性。
1999年11月19日，欧安组织在伊斯坦布尔结束了为期两天的峰会，呼吁政治解决车臣问题并通过欧洲安全宪章。
欧安组织通过民主制度和人权办公室（ODIHR）观察和评估其成员国的选举，以支持公平和透明的民主进程，符合该组织承诺的共同标准。1994年至2004年，欧安组织派出观察员小组监督了150多场选举，通常重点关注新兴民主国家的选举。2004年，应美国政府的邀请，民主人权办派出了一个由六个欧安组织成员国组成的评估团，观察了当年的美国总统选举并编写了一份报告。这是美国总统选举首次成为欧安组织监测的对象，但该组织也曾于2002年和2003年监视佛罗里达州和加利福尼亚州的州级美国选举。

#### 对欧安组织的批评
欧安组织成员批评该组织处于俄罗斯（有时是白俄罗斯）可以否决欧安组织所有决定的地位，俄罗斯多年来不允许批准该组织的预算、组织欧安组织官方活动或任务期限的延长。 2023年11月，俄罗斯否决了爱沙尼亚自2024年起担任主席的任命。

### 欧安组织的任务和行动

#### 1992年格鲁吉亚代表团
欧安组织驻格鲁吉亚代表团成立于1992年11月，总部位于格鲁吉亚首都第比利斯。该特派团的任务期限于2008年12月31日到期。在此期间，该特派团无力控制2008年俄格战争的爆发。

#### 1993年出访摩尔多瓦
欧安组织访问摩尔多瓦的目的是促进全面、持久地政治解决德涅斯特河沿岸战争，加强摩尔多瓦共和国在国际公认边界内的独立、主权和领土完整，并赋予德涅斯特河左岸特殊地位。
欧安组织推动5+2模式作为外交谈判平台，该模式于2005年开始，2006年被俄罗斯和德涅斯特河左岸暂停，直到2012年再次启动，随后十年进展缓慢。该进程在2022年俄罗斯入侵乌克兰后停止。
2022年12月，俄罗斯通过将年度授权期限限制为六个月来阻止年度授权的更新，并于2023年6月再次将其延长六个月。

#### 1995年访问波斯尼亚和黑塞哥维那
波斯尼亚战争于1995年以《代顿协议》结束，欧安组织进行的任务是帮助确保持久和平，从而通过建立可持续的民主机构、加强善政和人权原则以及支持多民族、多民族民主社会的发展。

#### 1998年科索沃特派团
欧安组织科索沃特派团由常设理事会于1998年10月设立，并于1999年6月因米洛舍维奇政府的抵制关闭。
1999年欧安组织驻科索沃特派团接管了科索沃的工作，重点关注政治制度，民主建设以及人权。
欧安组织拒绝对2008年科索沃独立的事件进行监管，这激怒了俄罗斯。

#### 2001年出访马其顿
马其顿特派团负责监测和支持《奥赫里德框架协议》的实施，该协议结束了2001年北马其顿武装冲突。

#### 2001年出访塞尔维亚
塞尔维亚代表团是在2000年斯洛博丹·米洛舍维奇失去总统权力后开始组建的。代表团的任务是协助当局和民间社会进行民主发展和人权保护，包括少数民族人士的权利，以及促进民主化和法治。

#### 2006年访问黑山
2006年黑山独立公投由欧安组织监督，其任务授权的目标是协助和促进欧安组织原则和承诺的实施，包括安全与稳定的政治，军事和人文方面。

#### 2012年德克萨斯州选举
在2012年11月美国总统选举之前，欧安组织宣布打算向德克萨斯州和美国其他州派遣选举观察员。这促使德克萨斯州总检察长格雷格·阿博特致函美国国务卿希拉里·克林顿和欧安组织，并威胁称如果欧安组织官员进入德克萨斯州选举场所并违反德克萨斯州法律，他们将被逮捕。但美国国务院在答复中表示，欧安组织观察员享有豁免权。选举期间欧安组织和德克萨斯州当局之间没有发生任何事件。

#### 2017年土耳其宪法公投
2017年4月，土耳其总统雷杰普·塔伊普·埃尔多安批评欧安组织报告土耳其宪法公投中对反对派活动人士禁令、警方干预和逮捕。

#### 欧安组织参与乌克兰事务（2014-2021）

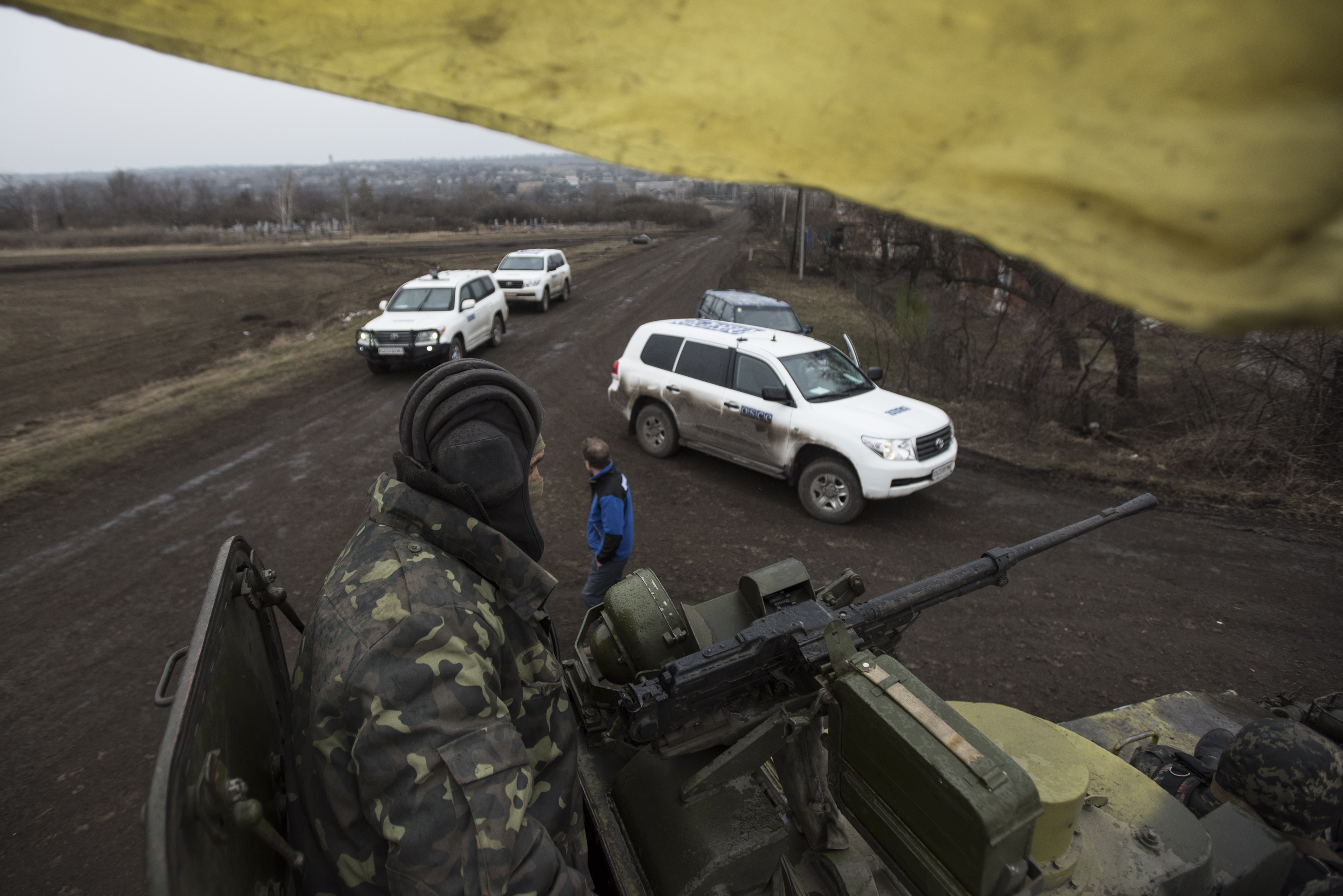
欧安组织监测乌克兰东部重型武器的动向

2014年3月21日，欧安组织应乌克兰政府的要求向乌克兰部署了特别监测团。这次任务的评价褒贬不一。虽然一些观察家称赞其作为“国际社会的眼睛和耳朵”的作用，但也有人职责指责该任务对俄罗斯或乌克兰存在偏见。
2014年4月27日，控制了斯洛维安斯克市的吉尔金组织将欧安组织特别监测团 (OSCE SMM) 的8名成员扣为人质。该组织任命维亚切斯拉夫·波诺马列夫为该市市长。
顿巴斯战争期间，一名欧安组织观察员允许俄罗斯分裂分子乘坐带有该组织标记的车辆；这引发了关于欧安组织在战争中存在偏见并且对履行调解停火职责不感兴趣的指控。随后该组织发表声明，对这一事件表示遗憾。
此外，欧安组织在俄罗斯古科沃和顿涅茨克检查站的观察团（在组织上与特别监测团是独立的）也受到批评，称目前只有俄罗斯-乌克兰边境的两个检查站受到监测，美国驻乌克兰大使丹尼尔·贝尔将欧安组织被描述为“严重不足”。
该任务因花费数月时间部署无人机来帮助监控边境以及由于俄罗斯电子战攻击，仅仅使用几周后就将其撤回而受到批评。2018年，无人机被重新投入于观察冲突。
2014年，乌克兰国防部的一名顾问错误地声称，位于马里乌波尔附近的欧安组织观察员中大约80%是俄罗斯公民，并且许多人与俄罗斯安全机构有联系。事实上，马里乌波尔17名观察员中只有一名是俄罗斯公民。该组织还被指控涉嫌在冲突期间向俄罗斯军队泄露乌克兰军队的位置。
2014年12月1日，特派团在该地区“促进当地停火并监测发电站的维修工作”，“听到不明身份各方之间的炮火交火”，并且“炮弹正在击中 位于SMM阵地以东约1公里处；因此SMM出于安全考虑离开了”。
2015年10月27日，一名被停职的欧安组织监察员证实他曾是俄罗斯情报总局的前雇员。他表示在接受该职位时没有遇到任何问题，欧安组织和乌克兰安全部门都没有彻底检查他的背景。报告发布后，欧安组织发表评论称，该监察员因违反该组织的行为准则而被解雇。 
2016年4月6日，欧安组织观察员参加俄罗斯分裂分子婚礼的照片曝光。婚礼于2015年6月举行。欧安组织对此事件表示遗憾，并发表声明称“照片中监视器所表现出的不专业行为是一起个人事件，不应被滥用来给其他任务成员的声誉蒙上阴影”。欧安组织报告称，这些监测员不再参与欧安组织特别监测任务。
2017年4月，一辆欧安组织车辆触雷，造成一名SMM成员死亡、两人受伤。两辆装甲车正在卢甘斯克附近巡逻，其中一辆装甲车撞上了地雷。死者是一名美国护理人员，伤者包括一名德国女性和一名捷克共和国男性。
2018年7月18日，德國公共廣播聯盟报道称，俄罗斯情报部门从欧安组织一名工作人员那里收到了有关欧安组织乌克兰特别监测团活动的内幕信息。内幕信息包括观察者对酒精和女性的偏好、他们的财务状况以及他们在乌克兰的联系方式。欧安组织发表声明，对涉嫌安全漏洞表示担忧。
俄罗斯指责代表团成员为乌克兰SBU工作并对亲俄分裂分子进行间谍活动。此外，俄罗斯在报告分离主义势力的部队调动后指责该任务存在偏见，并指责该任务无视乌克兰的类似行动。俄罗斯外交部长拉夫罗夫还声称，代表团未能充分关注乌克兰政府控制地区的人权和少数民族权利。此外，他批评代表团没有明确将违反停火行为归咎于任何一方。

#### 2022年访问亚美尼亚
亚美尼亚—阿塞拜疆边境危机发生后，欧安组织需求评估小组于2022年10月21日至27日期间被派往亚美尼亚，请求是由亚美尼亚政府提出的。欧安组织派出国际专家监测亚美尼亚-阿塞拜疆边境。

#### 欧安组织参与乌克兰事务（2022年至今）
2022年俄罗斯入侵乌克兰后，由于俄罗斯的反对，欧安组织在乌克兰的授权于2022年3月31日到期。2022年4月24日，欧安组织抗议顿涅茨克和卢甘斯克四名工作人员被拘留，但没有具体说明是谁拘留了他们。9月20日，两名乌克兰欧安组织工作人员因“涉嫌为美国叛国和从事间谍活动”被卢甘斯克人民共和国法院判处13年监禁。
2022年3月，45个参与国在乌克兰的支持下推动莫斯科机制，成立一个独立专家团，调查在白俄罗斯支持下的俄罗斯联邦针对乌克兰的战争中犯下的侵犯和虐待行为。专家团的报告于2022年4月13日提交给欧安组织常设理事会，记录了俄罗斯武装部队在乌克兰违反了国际人道主义法。
俄罗斯代表团没有被邀请参加2022年12月举行的第29届欧安组织部长级理事会，代表们在会上审议了俄罗斯对乌克兰持续战争造成的后果和地区安全挑战。有人呼吁应评估俄罗斯承担的赔偿责任。
自入侵乌克兰以来，俄罗斯已扣押了价值270万欧元的装甲车，这些车辆此前属于欧安组织驻乌克兰特别监测团的一部分。根据俄罗斯欧安组织代表于2023年1月致欧安组织秘书长赫尔加·施密德的一封信，71辆卡车和汽车被带到卢甘斯克人民共和国和顿涅茨克人民共和国作为对前欧安组织间谍提起刑事诉讼的“证据”。

## 欧安组织议会大会
2004年，欧安组织议会派出观察员参加美国总统选举。当时的欧安组织议会大会主席是民主党众议员阿尔西·黑斯廷斯。黑斯廷斯此前曾因腐败而被美国国会弹劾。由于黑斯廷斯的过去以及欧安组织的使命是促进民主和公民社会价值观这一事实，欧安组织面临着党派偏见和双重标准的批评。
2010年，欧洲安全与合作组织议会大会因缺乏透明度和民主而受到拉脱维亚代表团内部的批评。 欧安组织议会大会秘书长斯宾塞·奥利弗从1992年该组织成立到2015年一直担任该职务，他面临着阿蒂斯·帕布里克斯的挑战。根据欧安组织议会大会规则，现任秘书长只能在完全一致同意的情况下才能更换。帕布里克斯称这些规则“从监督选举的组织的角度来看相当令人震惊”。

## 概要及成员名单

### 语言
欧安组织的六种官方语言为英语、法语、德语、意大利语、西班牙语和俄语。

### 参与国

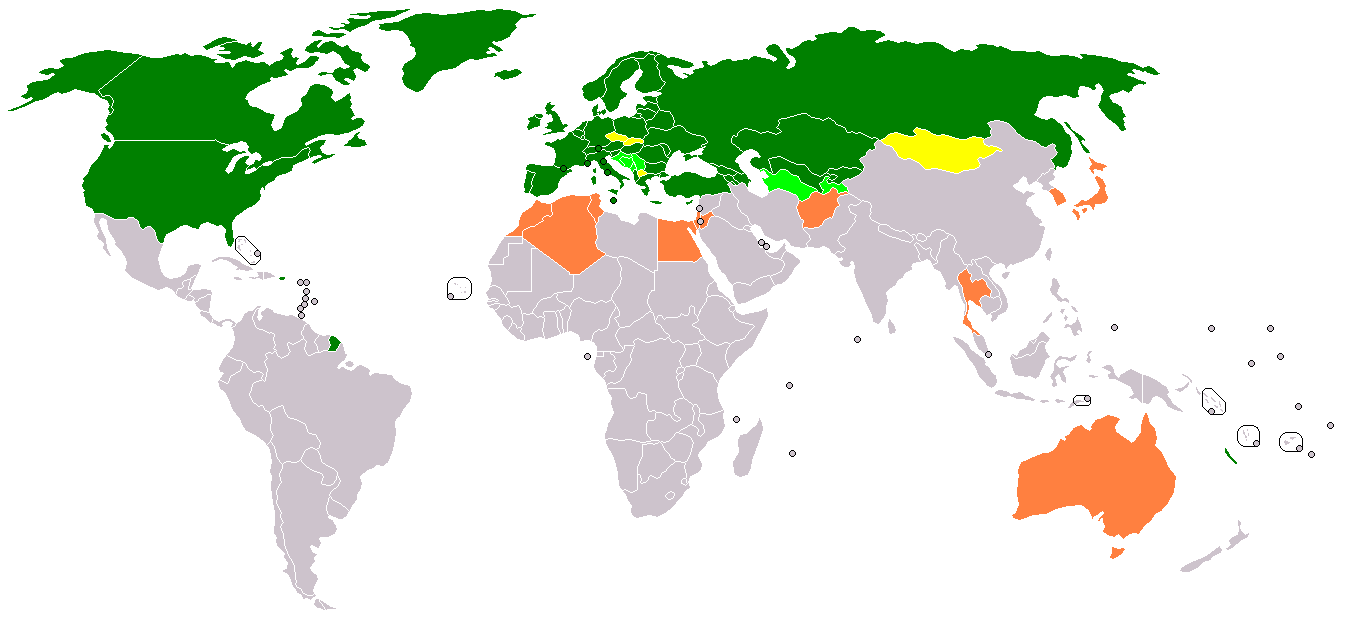
OSCE2012年的成員狀況
已簽署《赫爾辛基協議》和《巴黎憲章》
僅簽署《赫爾辛基協議》
未簽署
合作伙伴

## 法律地位
欧安组织的一个独特之处是其章程的非约束性地位。《赫尔辛基最终法案》不是由国家立法机构批准的正式条约，而是代表所有签署国政府首脑在其条款的基础上建立欧洲安全与合作的政治承诺。这使得欧安组织能够保持一个灵活的进程来改进合作，从而避免执行过程中的争议或制裁。
同意承诺后，签署国首次承认其境内公民的待遇也是国际社会合理关注的问题。欧安组织的这一开放进程常常被认为有助于在苏联和东欧国家建立民主，从而导致冷战的结束。然而，与大多数国际政府间组织不同，欧安组织由于其章程缺乏法律效力，不具有国际法人资格。因此，东道国奥地利必须赋予该组织法人资格，以便能够签署有关其在维也纳存在的法律协议。

## 輪值主席

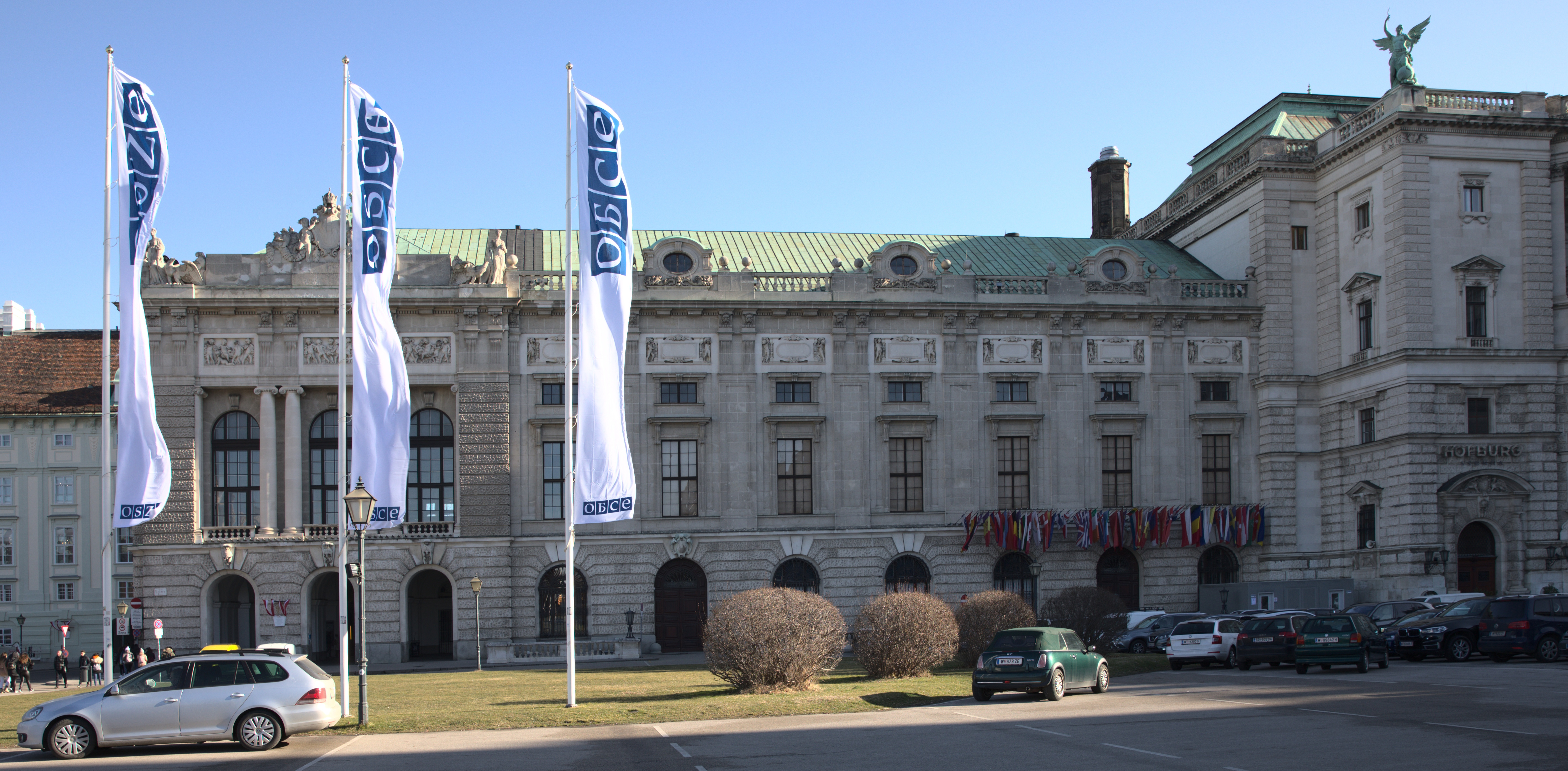
位于维也纳霍夫堡的欧安组织常设理事会会场

欧安组织主席职位每年由一个成员国担任，该成员国在管理该组织的工作和对外代表方面发挥核心作用。担任主席的国家的外交部长担任欧安组织轮值主席(CiO)的最高职位。
CiO由前任和即将上任的轮值主席协助；共同构成了欧安组织三驾马车。CiO提名个人代表——CiO优先领域的专家《巴黎新欧洲宪章》（1990年）和《赫尔辛基文件》（1992年）正式将这一职能制度化。

### 主席履历
欧安组织轮值主席国每年由成员国担任，轮值主席由该国外交部长履行。爱沙尼亚原定于2024年担任主席国，但由于俄罗斯和白俄罗斯的反对而未获批准。
下表列出自1991年起的輪值主席及其代表國家：
| 年份   | 國家       | 輪值主席                                                        |
| ------ | ---------- | --------------------------------------------------------------- |
| 1991年 | 德国       | 汉斯-迪特里希·根舍                                              |
| 1992年 | 捷克       | 伊日·丁斯特比尔（-7月2日）、Jozef Moravčík（7月3日-）           |
| 1993年 | 瑞典       | Margaretha af Ugglas                                            |
| 1994年 | 義大利     | Beniamino Andreatta（-5月11日）、Antonio Martino（5月12日-）    |
| 1995年 | 匈牙利     | Laszlo Kovacs                                                   |
| 1996年 | 瑞士       | 弗拉维奥·科蒂                                                   |
| 1997年 | 丹麦       | Niels Helveg Petersen                                           |
| 1998年 | 波蘭       | Bronislaw Geremek                                               |
| 1999年 | 挪威       | Knut Vollebaek                                                  |
| 2000年 | 奥地利     | 沃尔夫冈·许塞尔（-2月4日）、Benita Ferrero-Waldner（2月5日-）   |
| 2001年 | 羅馬尼亞   | 米尔恰·杰瓦讷                                                   |
| 2002年 | 葡萄牙     | Jaime Gama（-4月6日）、António Martins da Cruz（4月7日-）       |
| 2003年 | 荷蘭       | 夏侯雅伯（-12月3日）、Bernard Bot（12月4日-）                   |
| 2004年 | 保加利亚   | Solomon Passy                                                   |
| 2005年 | 斯洛維尼亞 | Dimitrij Rupel                                                  |
| 2006年 | 比利时     | Karel De Gucht                                                  |
| 2007年 | 西班牙     | 米格尔·安赫尔·莫拉蒂诺斯                                        |
| 2008年 | 芬兰       | Ilkka Kanerva（-4月4日）、亚历山大·斯图布（4月5日-）            |
| 2009年 | 希腊       | 多拉·芭戈雅妮（-10月5日）、乔治·帕潘德里欧（10月6日-）          |
| 2010年 |            | Kanat Saudabayev                                                |
| 2011年 | 立陶宛     | Audronius Azubalis                                              |
| 2012年 | 愛爾蘭     | Eamon Gilmore                                                   |
| 2013年 | 乌克兰     | Leonid Kozhara                                                  |
| 2014年 | 瑞士       | 迪迪埃·布爾克哈爾特                                             |
| 2015年 | 塞爾維亞   | 伊维察·达契奇                                                   |
| 2016年 | 德国       | 法蘭克-華特·史坦麥爾                                            |
| 2017年 | 奥地利     | 塞巴斯蒂安·库尔茨                                               |
| 2018年 | 義大利     | 安傑利諾·阿爾法諾 (直到6月1日); 恩佐·莫夫罗·米兰西 (从6月1日起) |
| 2019年 | 斯洛伐克   | 米罗斯拉夫·拉查克                                               |
| 2020   | 阿尔巴尼亚 | 埃迪·拉马                                                       |
| 2021   | 瑞典       | 安·林德                                                         |
| 2022   | 波蘭       | 兹比格涅夫·拉乌                                                 |
| 2023   | 北馬其頓   | 布亚尔·奥斯马尼                                                 |
| 2024   | 馬爾他     | 伊恩·博格                                                       |
| 2025   | 芬兰       |                                                                 |

## 机构
欧安组织的政治决策由国家元首或政府首脑在峰会期间给出。峰会不是定期安排的，而是根据需要举行。上一次峰会于2010年12月1日至2日在哈萨克斯坦阿斯塔纳举行。欧安组织的高级决策机构是欧安组织部长理事会，每年年底举行会议。欧安组织常设理事会每周在维也纳举行大使级会议，并作为定期谈判和决策机构。
除部长级理事会和常设理事会外，安全合作论坛也是欧安组织的决策机构。它主要涉及军事合作问题，可以依据1999年的维也纳文件进行检查。
欧安组织秘书处位于奥地利维也纳。该组织还在哥本哈根、日内瓦、海牙、布拉格和华沙设有办事处。

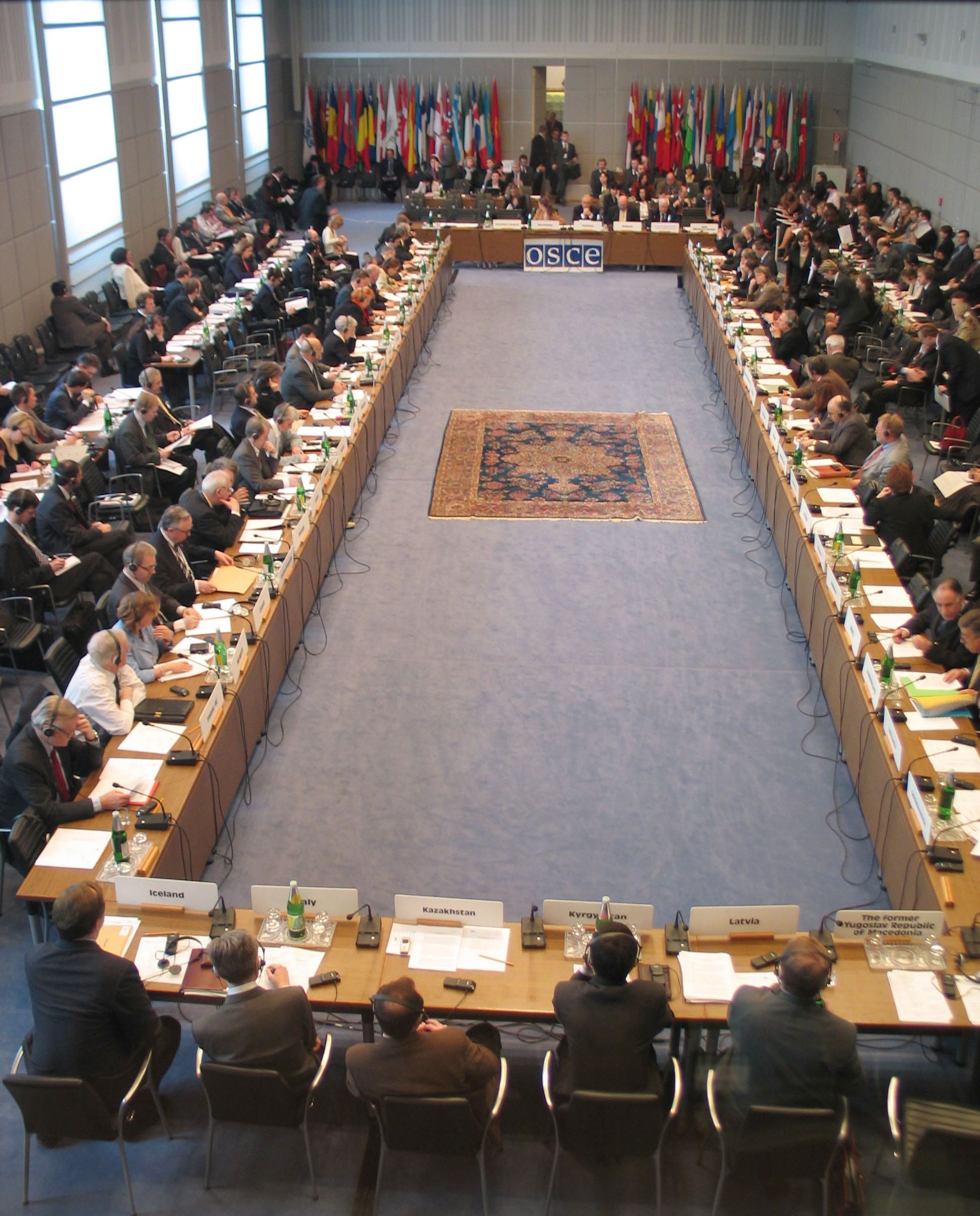
歐洲安全與合作組織常设理事会 (2005)。

截至2021年10月，欧安组织雇用了3,568名工作人员，其中秘书处和机构有609名工作人员，17个外地一线行动有2,959名工作人员。
欧洲安全与合作组织议会大会由来自57个成员国的323名议员组成。议会大会主要通过常务委员会、主席团和3个总务委员会（政治事务与安全委员会、经济事务、科学、技术和环境委员会以及民主、人权和人道主义问题委员会）履行其职能。
议会就政治和安全事务、经济和环境问题、民主和人权等问题通过决议。这些决议和建议代表了欧安组织议员的集体声音，旨在确保所有参与国履行其在欧安组织的承诺。议会大会还从事议会外交，并有广泛的选举观察计划。

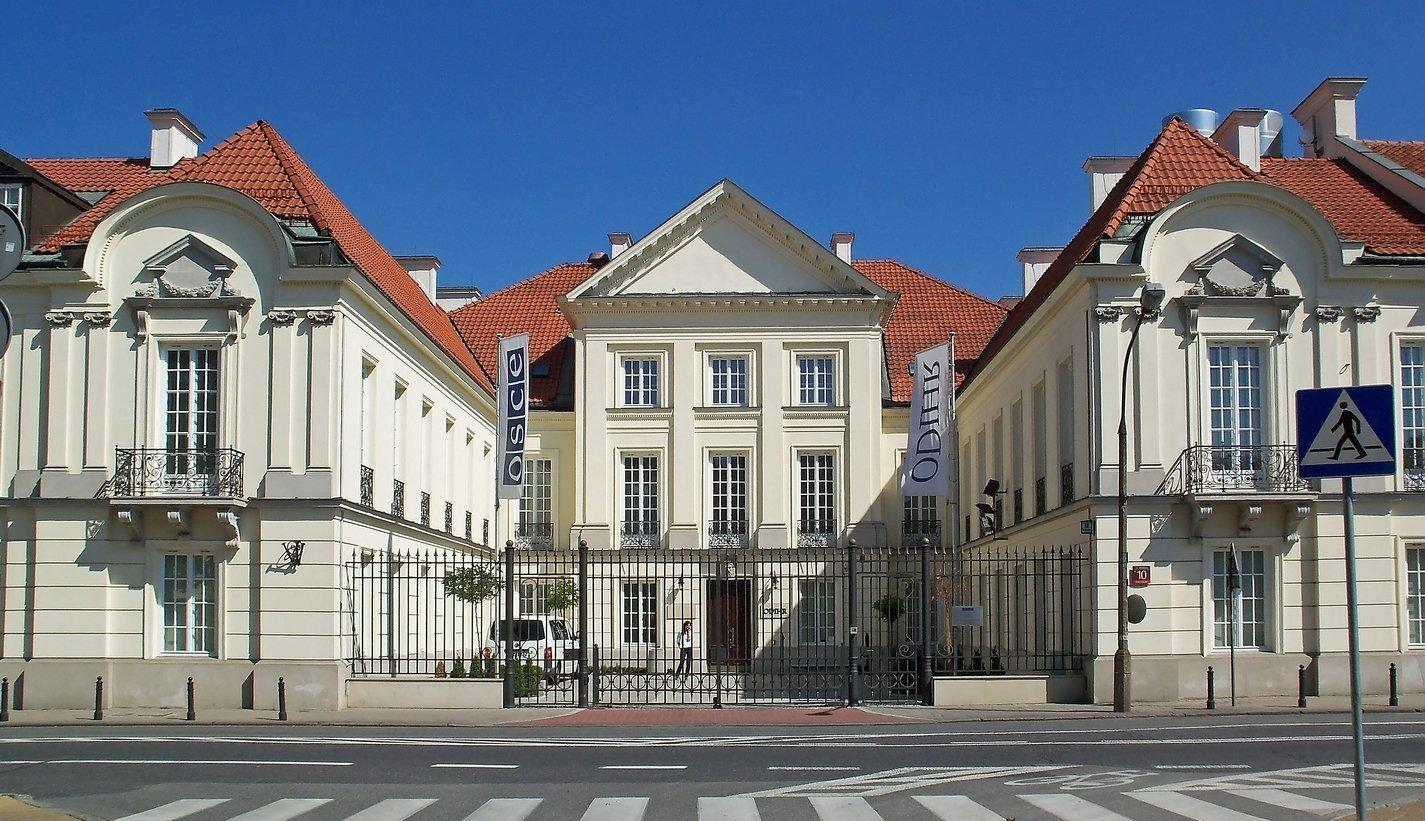
华沙姆沃济耶夫斯基宫，民主人权办公室所在地

欧安组织成立时间最长的机构是民主制度和人权办公室 (ODIHR)，根据1990年巴黎峰会的决定于1991年成立。总部位于波兰华沙，在整个欧安组织地区活跃，涉及选举观察、民主发展、人权、宽容和非歧视、法治以及罗姆人和辛提人问题等领域。自1995年以来，民主人权办已观察了300多次选举和公投，派出了50,000多名观察员。它已两次在自己的地区之外开展行动，派出一个小组为2004年10月9日阿富汗总统选举提供技术支持。
欧安组织媒体自由代表办公室成立于1997年12月，负责监督欧安组织成员国侵犯言论自由的行为。该代表还协助参与国倡导和促进充分遵守欧安组织关于言论自由和自由媒体的规范、原则和承诺。
少数民族事务高级专员于1992年7月8日在欧洲安全与合作会议赫尔辛基峰会上设立。它的职责是查明并寻求尽早解决可能危及参与国之间和平、稳定或友好关系的种族紧张局势。
欧安组织每年都会与伙伴国家（澳大利亚、泰国、韩国、日本和阿富汗）举行欧安组织亚洲会议。
欧安组织和吉尔吉斯斯坦于2002年建立了欧安组织学院。欧安组织学院的目标是“通过提供研究生教育、专业培训和知识交流，促进中亚的区域合作、冲突预防和善政”。

### 列表
- 调解仲裁法院
- 少数民族事务高级专员（英语：High Commissioner on National Minorities）
- 欧安组织明斯克小组
- 民主制度和人权办公室（英语：Office for Democratic Institutions and Human Rights）
- 议会大会（英语：Parliamentary Assembly）
- 自由媒体代表（英语：Representative on Freedom of the Media）
- 秘书处

## 与联合国的关系
欧安组织认为自己是《联合国宪章》第八章意义上的区域性组织，并且是联合国大会的观察员。欧安组织的轮值主席会向联合国安理会进行例行通报。

## 欧安组织的职责

### 政治军事领域
欧安组织对安全的政治军事层面采取全面的方针，其中包括参与国的一系列承诺以及预防和解决冲突的机制。该组织还寻求通过促进更大的开放性、透明度和合作来加强军事安全。

#### 军备控制
冷战的结束导致大量武器在国际武器灰色市场上出现。欧安组织帮助阻止此类武器（通常是非法的）扩散，并提供销毁此类武器的援助。欧安组织根据《欧洲常规武装力量条约》举办年度信息交流活动。欧安组织还实施了两项额外的信息交换，即《维也纳文件》和《全球军事信息交换》。开放天空协商委员会是《开放天空条约》的执行机构，每月在维也纳总部举行会议。

#### 边境管理
欧安组织在边境管理方面采取的行动包括冲突预防、冲突后管理、能力建设和机构支持等。

#### 打击恐怖主义
欧安组织凭借其在预防冲突、危机管理和预警方面的专业知识，为全球打击恐怖主义的努力做出了贡献。

#### 预防冲突
欧安组织致力于防止冲突发生并促进现有冲突的持久全面政治解决。它还有助于冲突后地区的重建进程。

#### 军事改革
欧安组织的安全合作论坛为有关军事改革的政治对话提供了框架，而实际活动则由实地行动以及冲突预防中心开展。

#### 治安
欧安组织的警察行动是该组织预防冲突和冲突后恢复工作的一个组成部分。

#### 执行
在1996年初被国际社会选中为战后波斯尼亚和黑塞哥维那提供选举组织之前，欧安组织是一个相当小的组织。弗罗维克大使是第一位在1996年9月发起全国选举的欧安组织代表，特别是人权问题和法治问题，旨在为波斯尼亚和黑塞哥维那境内的司法组织奠定基础。
欧安组织设有区域办事处和外地办事处，其中包括位于波斯尼亚和黑塞哥维那东北部布尔奇科的办事处，该办事处在《布尔奇科仲裁协议》得以决定、最终确定和实施之前一直处于悬而未决的状态。
布尔奇科成为一个“特区”，至今仍然如此。
欧安组织在波斯尼亚和黑塞哥维那基本上取代了联合国，部分原因是波斯尼亚人对联合国制止波斯尼亚战争努力的蔑视。解决方案是，数千名联合国维和部队被部署在波斯尼亚和黑塞哥维那及其周边地区，特别是萨拉热窝。从1991年到1995年，超过20万波斯尼亚人被杀，超过一百万人流离失所，另有一百万人成为难民。
欧安组织继续存在并采取一系列举措，为该地区带来持久和平。

### 经济和环境
经济和环境方面的活动包括监测欧安组织参加国经济和环境安全方面的事态发展，目的是提醒它们注意任何冲突威胁；协助各国制定经济和环境政策、立法和机构，以促进欧安组织地区的安全。

#### 经济活动
欧安组织的经济活动主要涉及移民管理、运输和能源安全。大多数活动都是与伙伴组织合作实施的。

#### 环保活动
欧安组织在环境领域开展了一系列活动，旨在解决其参与国安全面临的生态威胁。这些活动的特色是危险废物、水管理和《奥尔胡斯公约》下的信息获取领域的项目。

### 人文
欧安组织成员国在人的方面做出的承诺旨在确保充分尊重人权和基本自由，遵守法治 通过建立、加强和保护民主机构来促进民主原则。

#### 打击人口贩运
自2003年以来，欧安组织根据《巴勒莫议定书》第3条规定，建立了打击人口贩运的既定机制，旨在提高公众对该问题的认识并建立参与其中的政治意愿。

#### 民主化
欧安组织声称促进民主并协助参与建立民主机构。

#### 教育
教育方案是该组织预防冲突和冲突后恢复工作的一个组成部分。

#### 选举
作为民主化活动的一部分，欧安组织在选举前、选举期间和选举后开展选举援助项目。然而，这种援助的有效性值得商榷——例如，哈萨克斯坦尽管是欧安组织前主席，但被许多人认为它是世界上最不民主的国家之一。特别是吉尔吉斯斯坦，最近取得的民主进步引发了关于苏联式破坏吉尔吉斯斯坦民主进程的谣言，特别是哈萨克斯坦和俄罗斯。这可能在很大程度上是由于对这些国家自身的准独裁政权的长期稳定的担忧。

#### 性别平等
男女平等是可持续民主的一个组成部分。欧安组织旨在为男性和女性提供平等机会，并将性别平等纳入政策和实践。

#### 人权
欧安组织的人权活动重点关注迁徙自由和宗教自由、防止酷刑和人口贩运等优先事项。

#### 国内和国际非政府组织
欧安组织可以以“驻地研究员计划”（由欧安组织秘书处布拉格办事处运营）的形式向非政府组织和国际非政府组织授予顾问地位：国家和国际非政府组织的认可代表有权查阅所有记录和众多专题 与欧安组织外地活动有关的汇编。

#### 媒体自由
欧安组织观察其参与国的相关媒体动态，以期解决侵犯言论自由的行为并提供早期预警。

#### 少数民族权利
种族冲突是当今欧洲大规模暴力的主要根源之一。欧安组织的方法是查明并寻求早日解决种族紧张局势，并为少数群体的人的权利制定标准，并已设立少数民族事务高级专员。